# 霍科特南戈

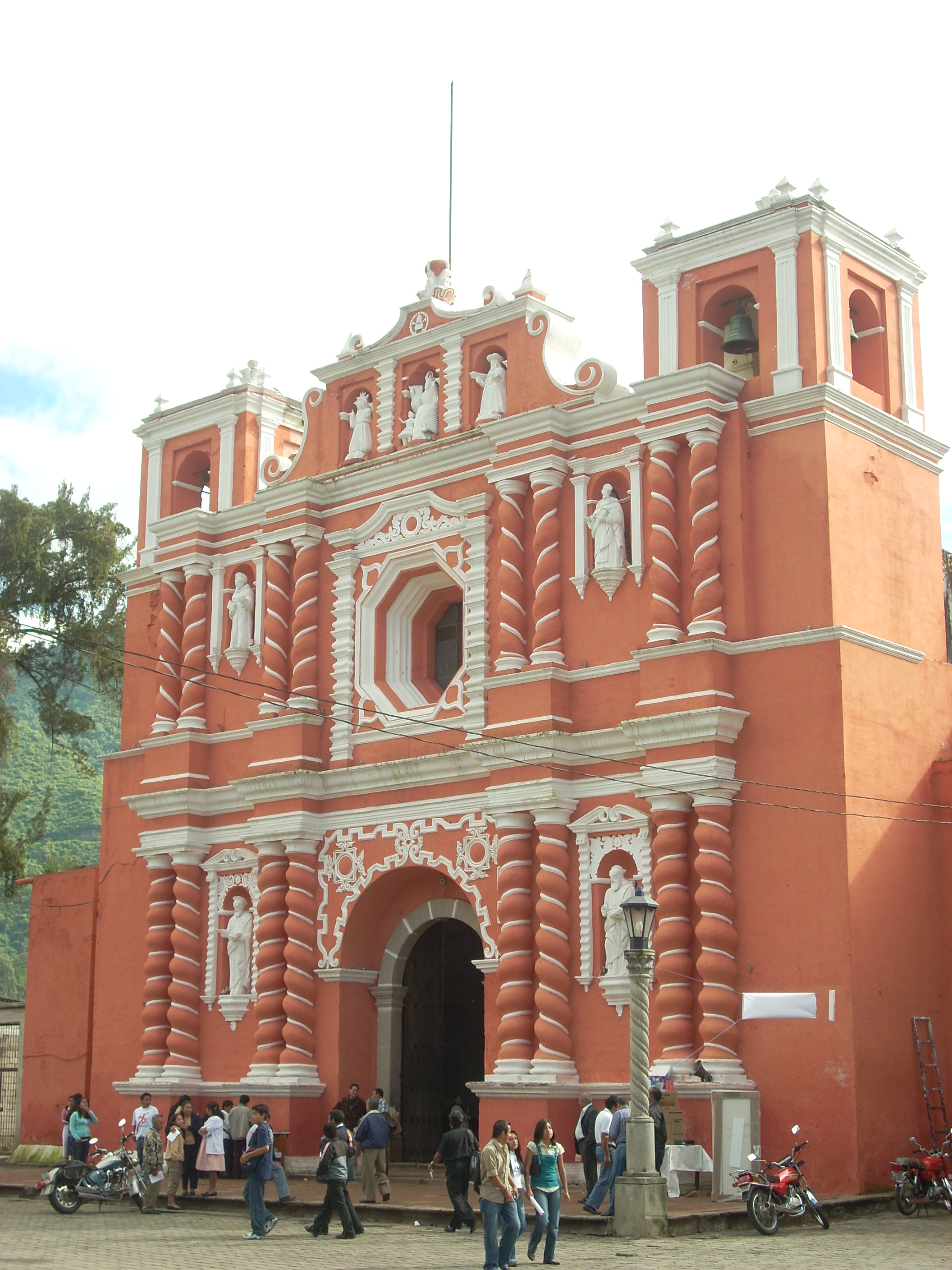

霍科特南戈（西班牙語：Jocotenango）是危地馬拉的城鎮，由薩卡特佩克斯省負責管轄，位於該國南部，面積25.8平方公里，海拔高度1,540米，每年平均降雨量1,344毫米，2002年人口18,562。

## 外部連結
- Casa K'Ojom, Museo de Musica Maya （页面存档备份，存于） (in Spanish)